# 廣州雲道
廣州雲道是中國廣州市的一條景觀步行道。路線全長8公里，經過白雲山、花果山、越秀山三個地區。途徑白雲山、廣州花園、雲台花園、麓湖公園、廣州雕塑公園、花果山公園、越秀公園和中山紀念堂。